# 34424 Utashima
34424 Utashima este o planetă minoră (asteroid), cu un diametru de 4,889 km, din centura de asteroizi. A fost descoperită pe 24 septembrie 2000 la Bisei Spaceguard Center⁠(d) de BATTeRS⁠(d). 
Obiectul prezintă o orbită caracterizată de o semiaxă mare de 2,9976107 UAi, o excentricitate de 0,1, o înclinație de 9,46569 ° în raport cu ecliptica.